# Хандіміку
Хандіміку (ест. Handimiku) — село в Естонії, входить до складу волості Риуге, повіту Вирумаа.